# نو توکان
نو توکان یک ستاره است که در صورت فلکی توکان قرار دارد.